# Reika Hashimoto
Reika Hashimoto (jap. 橋本麗香, Hashimoto Reika; ur. 25 grudnia 1980 w Tokio) – japońska modelka i aktorka. Jest pochodzenia japońsko-hiszpańskiego; jej matka jest Amerykanką o hiszpańskich korzeniach. Jako modelka pozowała dla Glamorous, Sweet, MISS i Boao. W filmie zadebiutowała w obrazie z 1999 roku Hakuchi w reżyserii Makoto Tezuka, obok Tadanobu Asano. Występowała też w telewizji, m.in. w miała swój program w cyklu Profile w TV Asahi i grała w chińskich operach mydlanych.

## Filmografia
- Hakuchi (The Innocent) (1999)
- Jikken Eiga (1999)
- Mōju vs Issunbōshi (2001)
- Hero? Tenshi ni Aeba.. (Hero? If I Could Meet an Angel...) (2004)
- Survive Style 5+ (2004)
- Black Kiss (2006)

### TV
- Mokuyō no aidan (Thursday's Ghost Tales) (Fuji Television, 1996)
- Ren ren dou shuo wo ai ni (人人都说我爱你) (2003)
- Jiang shan mei ren (江山美人) (2004)
- Xia ying xian zong (侠影仙踪) (2004)